# イースト・ミッドランズ空港
イースト・ミッドランズ空港（イースト・ミッドランズくうこう、英：East Midlands Airport）はイギリスはイングランドのミッドランド東部レスターシャー州キャッスル・ドニントンにある国際空港である。空港は元々1943年にイギリス空軍のRAF キャッスル・ドニントン基地 (RAF Castle Donington station) として建設され、1965年に民間空港として再開発された。
イースト・ミッドランズ空港は、Jet2.comやライアンエアーなどの格安航空会社や、国内外の比較的短距離の路線に就航しているTUIエアウェイズなどのツアーオペレーターの拠点空港としての地位を確立している。また、Flybeとトーマス・クック航空の拠点空港でもある。2008年の旅客数は560万人でピークに達したが、2015年には約450万人まで減少し旅客数ではイギリス国内で11番目に多い空港となった。また、2016年の航空貨物取扱量ではロンドン・ヒースロー空港に次ぎイギリス国内で2番目に多い空港となった。
空港はグレーター・マンチェスターの10区が管理するマンチェスター市議会が支配権を保有しているイギリス最大の空港運営者マンチェスター・エアポート・グループが所有・運営を行っている。

## 歴史

### RAF キャッスル・ドニントン基地
RAF キャッスル・ドニントン基地は第二次世界大戦中の1943年にイギリス空軍基地として開設された。飛行場は2つの格納庫と3本のコンクリート舗装された滑走路を持っており、南東におよそ9マイル（14km）地点に位置するRAF ワイムズウォールド基地への衛星飛行場として機能していた。当初、飛行場では28 作戦訓練部隊がビッカース ウェリントンに搭乗する隊員の訓練を行っており、続いて後に1382 輸送転換部隊と改称される108 作戦訓練部隊がダグラス C-47に搭乗する隊員の訓練を行っていた。その後飛行場は閉鎖され、1946年に空軍基地は廃止された。

### イースト・ミッドランズ空港

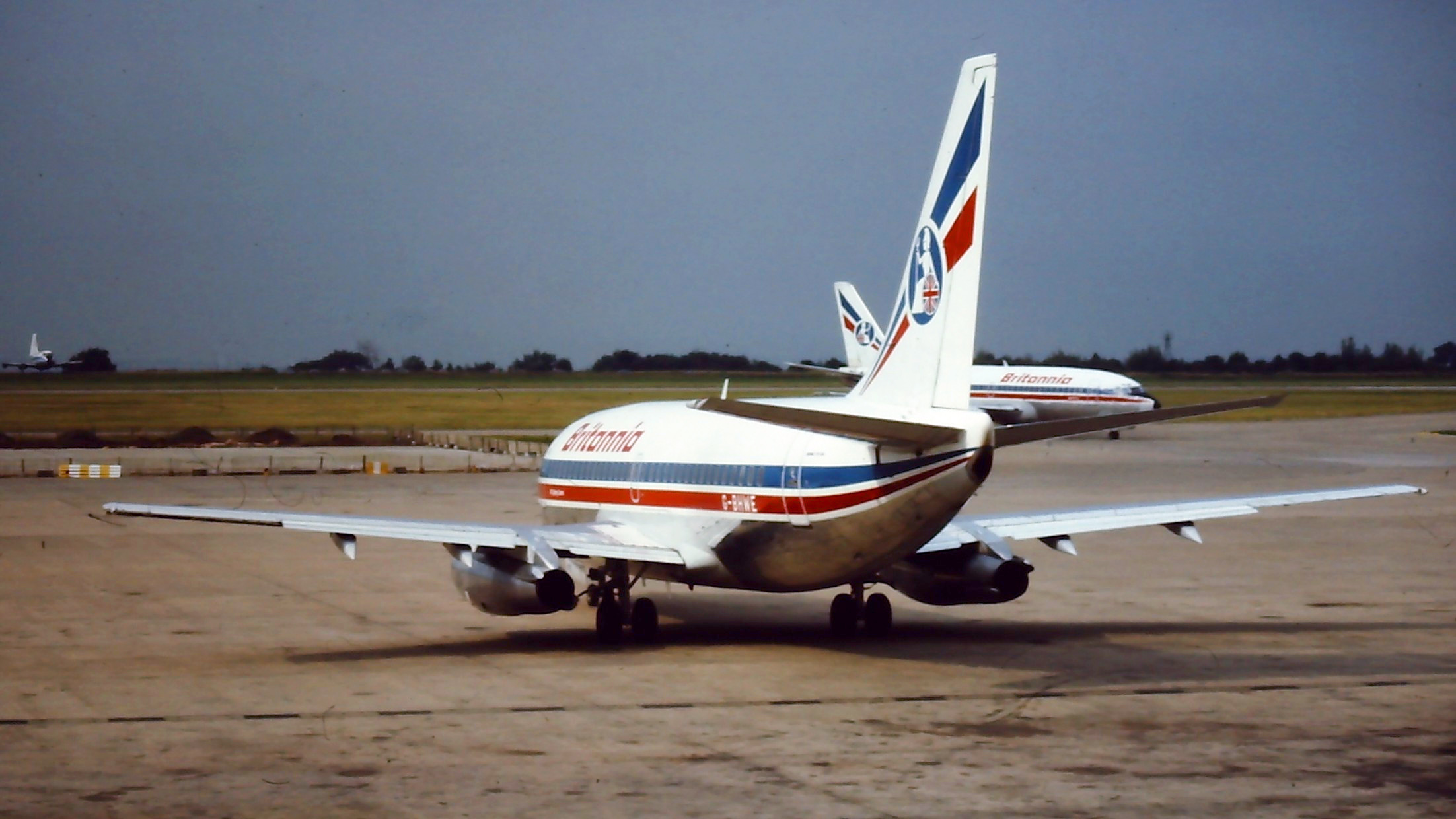
ホリデーチャーター便として寄港したブリタニア航空のボーイング737、1982年撮影

1964年、旧RAF基地の敷地は地方自治体当局の共同事業体によって購入され、建築工事と滑走路への投資の主要プログラムが開始された。飛行場はイースト・ミッドランズ空港に改称され、1965年4月に開業した。
本社がドニントン・ホールに移転した1982年まで、ブリティッシュ・ミッドランド航空が空港に本社を構えていた。また、ブリティッシュ・ミッドランド航空は整備基地も空港に置いていた。
2004年に空港はノッティンガム・イースト・ミッドランズ空港と改称されたがこの改称は物議を醸した。しかし、この名称は長続きせず2006年12月8日にイースト・ミッドランズ空港へと戻された。
2016年、イースト・ミッドランズ空港は300,100トンの貨物を取り扱い、ロンドン・ヒースロー空港の154万トンに次いでイギリス国内で2番目に多く貨物を取り扱った空港となった。DHLアビエーションはイースト・ミッドランズ空港に大規模な専用施設を有しており、宅配会社のユナイテッド・パーセル・サービス (UPS) とTNT N.V.は空港を貨物の輸出入の拠点として利用している。

## 就航路線
以下の航空会社がイースト・ミッドランズ空港への定期便・チャーター便を運航している。

### 旅客便
| 航空会社                   | 就航地 |
| -------------------------- | --- |
| オーリニー (AUR)           | ガーンジー |
| BHエアー (BGH)             | 季節運航：ブルガス 季節運航・チャーター便：ソフィア |
| Flybe (BEE)                | アムステルダム、ベルファスト/シティ、エディンバラ、グラスゴー、ジャージー |
| Jet2.com (EXS)             | アリカンテ、ブダペスト、ファロ、フエルテベントゥラ、フンシャル、グラン・カナリア、ランサローテ、マラガ、プラハ、テネリフェ/スール 季節運航：アルメリア、アンタルヤ、ボドルム、コルフ、ダラマン、ドゥブロヴニク、ジュネーヴ、ジローナ、イラクリオン、イビサ、ケファロニア、コス、ラルナカ、マルタ、メノルカ、パルマ・デ・マヨルカ、パフォス、ピサ、レウス、ロドス、ザルツブルク、スプリト、テッサロニキ、ヴェローナ、ザキントス |
| ローガンエアー (LOG)       | ブリュッセル、インヴァネス |
| ライアンエアー (RYR)       | アリカンテ、ベルガモ、ベルリン/シェーネフェルト、ブダペスト、ダブリン、ファロ、フエルテベントゥラ、グラン・カナリア、クノック、クラクフ、ランサローテ、リモージュ、ウッチ、マラガ、マルタ、リガ、ローマ/チャンピーノ、ジェシュフ、セビリア (2019年10月26日まで)、テネリフェ/スール、トレヴィーゾ、ワルシャワ/モドリン、ヴロツワフ 季節運航：バルセロナ、ベルジュラック、カルカソンヌ、ハニア、コルフ、ディナール、ジローナ、イビサ、メノルカ、ムルシア、ナント、ナポリ、パルマ・デ・マヨルカ、ピサ、レウス、ロドス、シャノン、バレンシア |
| トーマス・クック航空 (TCX) | フエルテベントゥラ、グラン・カナリア、ランサローテ、テネリフェ/スール 季節運航：アンタルヤ、ブルガス、コルフ、ダラマン、フルガダ、イビサ、ラルナカ、メノルカ、パルマ・デ・マヨルカ、パフォス、ロドス、スキアトス、ザキントス |
| TUIエアウェイズ (TOM)      | アリカンテ、フエルテベントゥラ、フンシャル、ランサローテ、マラガ、パフォス、テネリフェ/スール 季節運航：アンタルヤ、ブルガス、カンクン、コルフ、ダラマン、ドゥブロヴニク、エンフィダ、ファロ、イラクリオン、フルガダ (2019年11月4日運航開始)、イビサ、ケファロニア、コス、ラルナカ、メノルカ、ナポリ、オーランド/サンフォード、パルマ・デ・マヨルカ、プーラ、レイキャヴィーク/ケプラヴィーク、ロドス、サントリーニ、スキアトス、テッサロニキ、ザキントス 季節運航・チャーター便：シャンベリ、ザルツブルク                                |

### 貨物便
| 航空会社                         | 就航地 |
| -------------------------------- | --- |
| ASL航空ベルギー (TAY)            | リエージュ、モンペリエ |
| ASL航空アイルランド (ABR)        | ベルファスト国際 |
| DHLエアUK (DHK)                  | アバディーン、アムステルダム、ベルファスト国際、ベルガモ、ブリュッセル、シンシナティ、ケルン/ボン、コペンハーゲン、ダブリン、エディンバラ、フランクフルト、ハミルトン、香港、ライプツィヒ/ハレ、ロンドン/ヒースロー、マドリード、ニューヨーク/JFK、パリ/シャルル・ド・ゴール、シャノン、ビトリア、名古屋/中部 |
| フェデックス・エクスプレス (FDX) | リエージュ、ロンドン/スタンステッド |
| アイスランド航空カーゴ (ICE)     | レイキャヴィーク/ケプラヴィーク |
| ロイヤルメール                   | アバディーン、ベルファスト国際、エディンバラ、エクセター、ガーンジー |
| UPS航空 (UPS)                    | ケルン/ボン、エディンバラ、ルイビル、フィラデルフィア |
| ウエスト・アトランティック (SWN) | バーゼル/ミュールーズ、ベルファスト国際、エディンバラ、エクセター、ガーンジー、マン島、ジャージー、ニューカッスル・アポン・タイン |

## 拠点空港・焦点空港としている航空会社
旅客便4社が焦点空港、貨物便2社が拠点空港としている。

### 旅客便
- Jet2.com (EXS)
- ライアンエアー (RYR)
- トーマス・クック航空 (TCX)
- TUIエアウェイズ (TOM)

### 貨物便
- DHLエアUK (DHK)
- UPS航空 (UPS)

## 統計

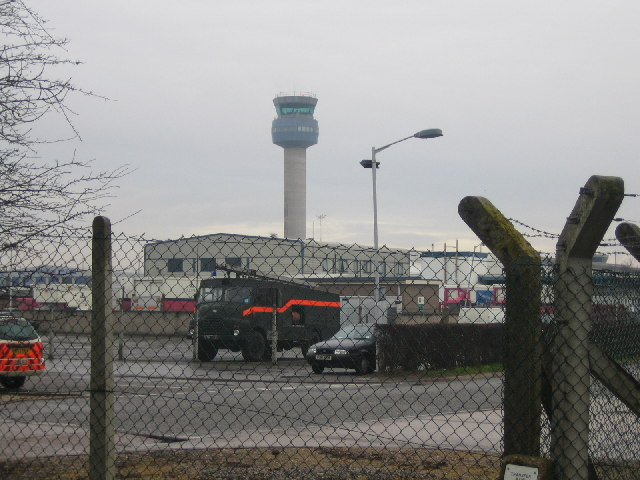
空港の南、ターミナルの隣に位置するイースト・ミッドランズ空港の航空管制塔

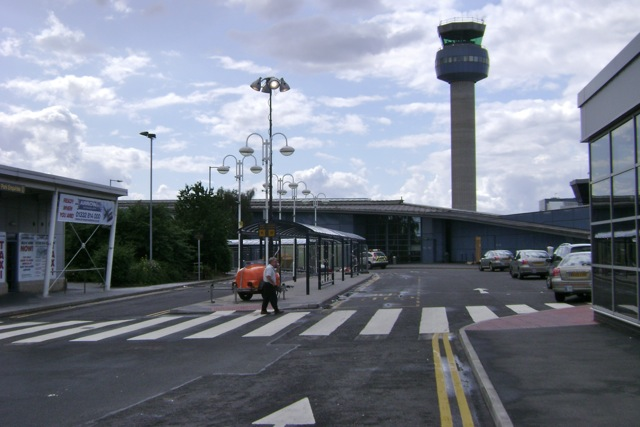
空港ターミナルビル

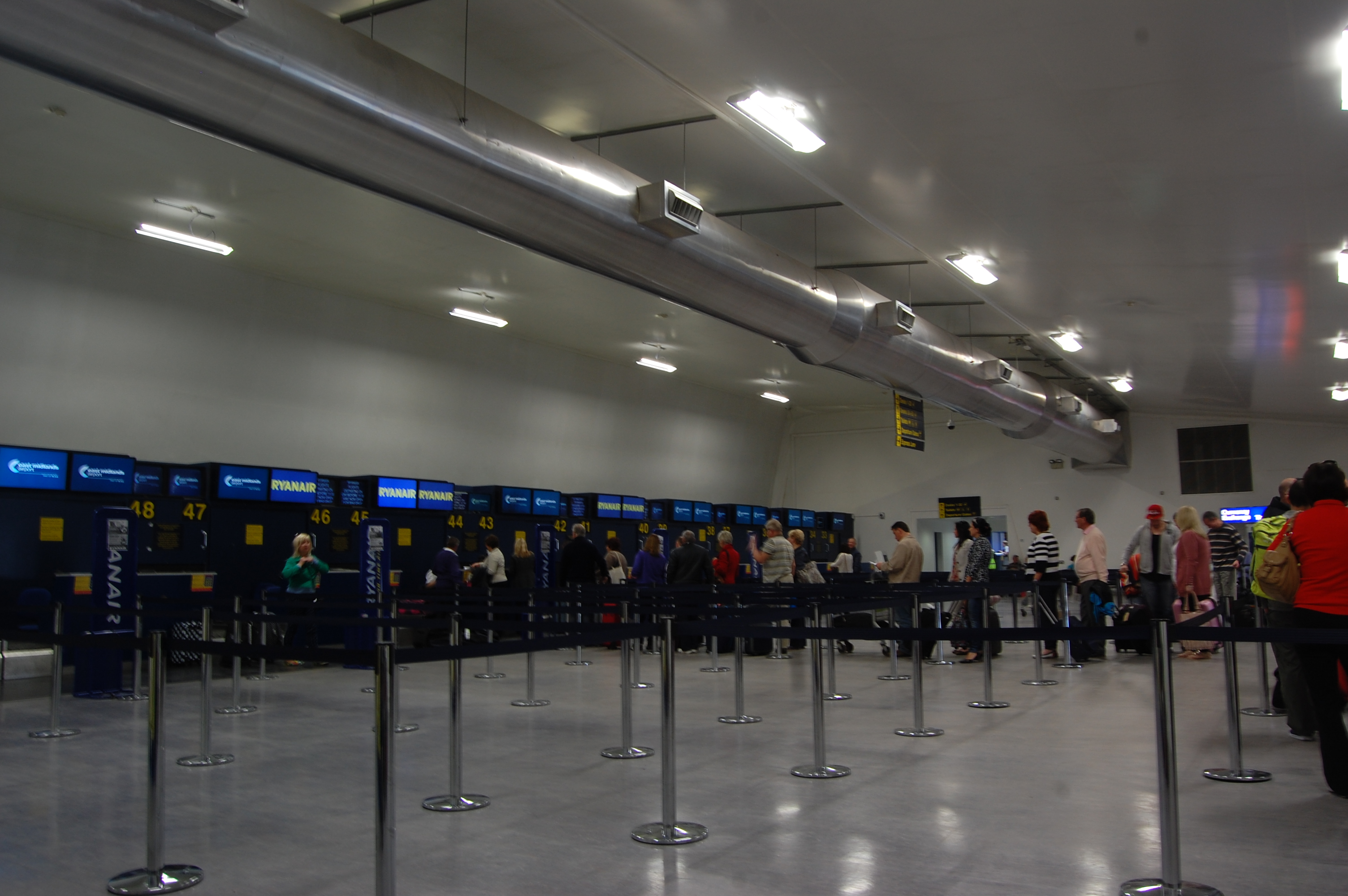
チェックインホール

| 順位 | 空港                 | 合計 旅客数 | 推移率 2017/18年 |
| ---- | -------------------- | ----------- | ---------------- |
| 1    | アリカンテ           | 401,789人   | +0.2%            |
| 2    | パルマ・デ・マヨルカ | 326,367人   | -6.8%            |
| 3    | テネリフェ/スール    | 326,095人   | +1.8%            |
| 4    | マラガ               | 297,758人   | -2.4%            |
| 5    | ファロ               | 244,844人   | -1.1%            |
| 6    | ダブリン             | 204,772人   | -6.4%            |
| 7    | ランサローテ         | 197,317人   | -4.8%            |
| 8    | ベルファスト/シティ  | 150,497人   | +1.0%            |
| 9    | フエルテベントゥラ   | 117,558人   | -10.3%           |
| 10   | イビサ               | 101,587人   | -7.5%            |
| 11   | ムルシア             | 98,824人    | +2.7%            |
| 12   | グラン・カナリア     | 98,683人    | -2.5%            |
| 13   | グラスゴー           | 97,143人    | -5.4%            |
| 14   | エディンバラ         | 93,215人    | +0.4%            |
| 15   | ヴロツワフ           | 85,587人    | +1.1%            |
| 16   | メノルカ             | 83,643人    | +0.9%            |
| 17   | コルフ               | 74,899人    | +22.8%           |
| 18   | バルセロナ           | 74,471人    | -17.5%           |
| 19   | ブダペスト           | 74,095人    | +14.2%           |
| 20   | パフォス             | 70,292人    | +7.5%            |

## アクセス

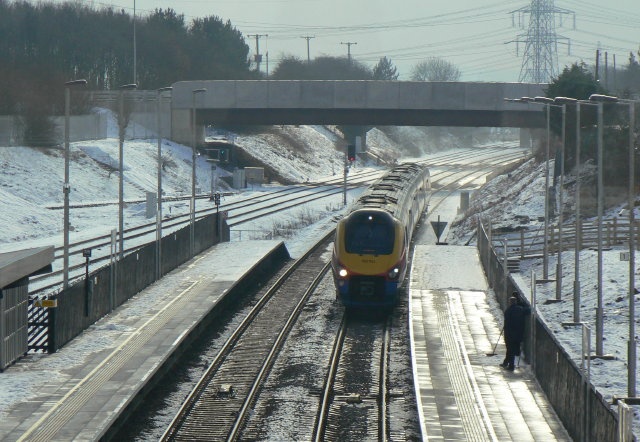
イースト・ミッドランズ・パークウェイ駅

### 道路
空港はM1、M42、A50などの道路の近くにあり高速道路網への接続が良好であるため、ミッドランドの主要な人口密集地に簡単にアクセスすることができる。

### 駐車場
空港は2010年に出発ラウンジの近くに車の乗客を降ろすために1ポンドの料金を徴収するようになり、2016年5月に料金は2ポンドに引き上げられた。また、10分を超えてエリア内で駐車した場合は1分毎に1ポンドの料金が請求される。長時間駐車したい場合は空港からバスで5分の場所にある長期駐車場に停めることができ、最初の1時間は駐車料金が無料となる。また、近い位置に短期駐車場もあるが、こちらは30分毎3.50ポンドの料金が請求される。

### 鉄道
空港からは直接鉄道網やノッティンガム・トラム網にアクセスすることはできない。最寄りの鉄道駅は6.4km（4マイル）先のイースト・ミッドランズ・パークウェイ駅で、レスター、ダービー、シェフィールド、ノッティンガム、ロンドンへの定期列車が発着している。駅と空港を結ぶシャトルバスは運行開始後間もなく廃止されたが、2015年にはエリート・カーズによってミニバスが1時間毎にシャトル運行を開始した。また、駅前にはタクシー乗り場があるためタクシーで空港へ向かうことも可能である。
まだ計画の初期段階であるが、ロンドン・ユーストンからバーミンガム経由でイングランド北部へ向かうHS2鉄道の予定ルートではリーズ支線がイースト・ミッドランズ空港直近へ乗り入れる予定である。

### バス
キンチバスとトレント・バートンが運営するスカイリンクサービスが頻繁に運行されている。キンチバスはラフバラー経由でレスターとダービーを結ぶ路線、トレント・バートンはビーストン、ロング・イートン経由でノッティンガムとラフバラーを結ぶ路線を運行している。どちらのバスも毎日運行で日中は20分間隔、夜間は1時間間隔で運行している。同じくトレント・バートンが運行しているスカイリンク・エクスプレスは2016年1月31日に営業を開始した。このサービスはA453道路を通ってノッティンガムまで運行され、ノッティンガム・エクスプレス・トランジットのクリフトン・サウス電停、ノッティンガム・トレント大学、ウェスト・ブリッジフォードへアクセスしている。

## イースト・ミッドランズ・エアロパーク

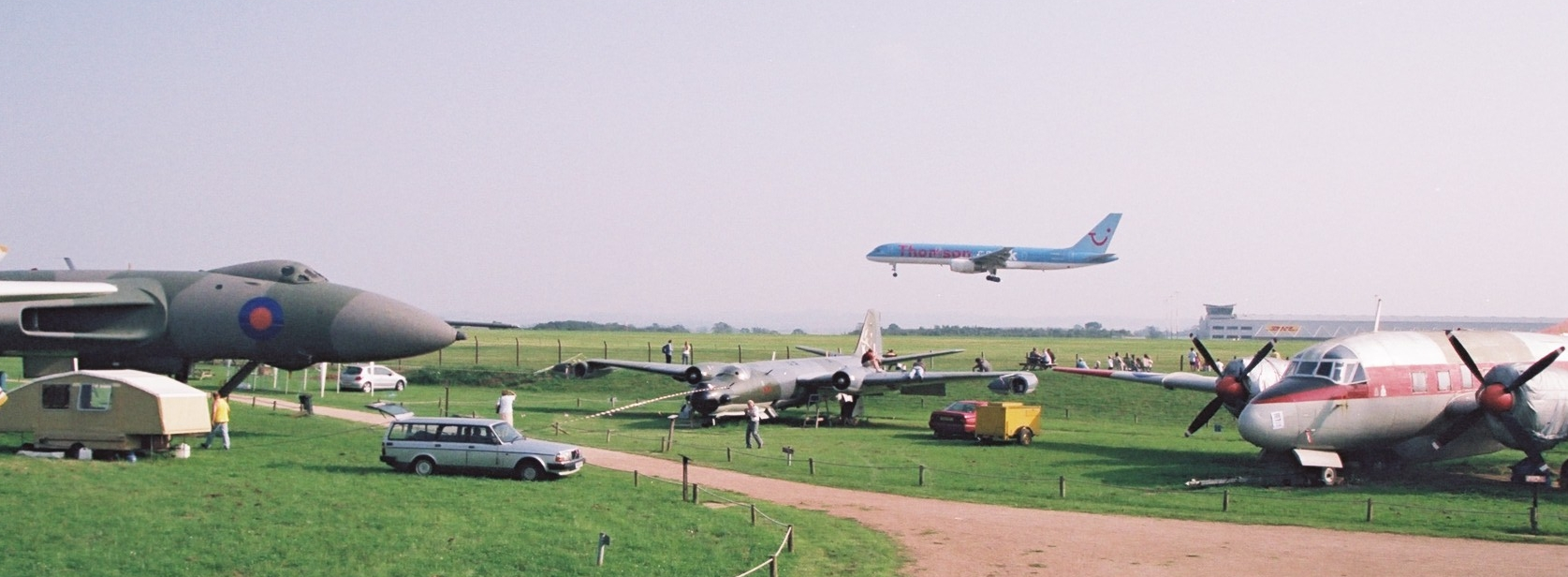
エアロパーク

イースト・ミッドランズ・エアロパーク (East Midlands Aeropark) はイースト・ミッドランズ空港北西隅にあり、多数の航空機が静態保存されておりその大部分はイギリスの製造業者が製作した機体である。エアロパークとその展示機体はエアロパーク・ボランティアーズ協会 (Aeropark Volunteers Association, AVA) によって管理されている。また、敷地内には滑走路を離着陸する航空機を間近で見ることができる丘が2つある。AVA会員はエアロパークへ無料で入場することができる。エアロパークには以下の機体が展示されている。
- アームストロング・ホイットワース AW.660 アーゴシー 101 G-BEOZ
- アヴロ ヴァルカン B.2A XM575
- BAE ニムロッド R.1 XW664
- ホーカー・シドレー バッカニア S.2B XV350
- ブリテン シェリフ（英語版） SA.1 G-FRJB
- デ・ハヴィランド・カナダ DHC-1 チップマンク T.10 WP784
- デ・ハビランド DH.104 ダブ 6 G-ANUW
- ヴァンパイア T.11 XD447, T.11 XD534 (機首ポッド)
- シーヴェノム FAW.22 XG737
- イングリッシュ・エレクトリック キャンベラ T.17 WH740
- イングリッシュ・エレクトリック ライトニング F.53 ZF588
- グロスター ミーティア TT.20 WM224, NF.13 WM367 (機首), NF.14 WS760
- ハンドレページ ジェットストリーム T.1 XX494
- ホーカー ハンター T.7 XL569, GA.11 WV382, FR.10 XJ714 (6つの機体の複合)
- ハンティング ジェット・プロヴォスト T.4 XP568, T.3 XN492 (機首)
- モラーヌ・ソルニエ MS.880 Rallye G-BBLM
- パーシヴァル プロヴォスト T.1 WW442
- アレキサンダー・シュライハー Ka 8 グライダー、登録記号不明
- ヴィッカース ヴァンガード V953C G-APES (機首)
- ヴィッカース ヴァーシティ T.1 WL626
- ヴィッカース VC-10 C.1K XV108 (前方胴体)
- ヴィッカース バイカウント 807 G-CSZB (機首)
- ウェストランド ガゼル AH.1 XX457
- ウェストランド リンクス HAS.3 XZ721
- ウェストランド シーキング HC.4 ZD477
- ウェストランド ホワールウィンド（英語版） Srs.3 XG588 (ex VR-BEP)
- ウェストランド ウェセックス（英語版） HC.2 XT604

## その他の施設
オフィス複合施設であるペガサス・ビジネス・パークは空港の敷地内にある。航空会社Flybmiは以前ペガサス・ビジネス・パークに本社を置いていた。

## 事故
- 1969年2月20日、ブリティッシュ・ミッドランド航空のビッカース バイカウントが着陸時に大きく損傷を受けた。死傷者は0人[30]。
- 1986年1月31日、イースト・ミッドランズ空港に進入中であったダブリン発エアリンガスのショート 360が送電線に接触し滑走路手前に墜落。乗員乗客36人の内乗客2人が負傷、死者は0人[31]。
- 1987年1月18日、ブリティッシュ・ミッドランド航空のフォッカー F27が訓練飛行中に主翼と尾翼の着氷が原因でイースト・ミッドランズ空港付近に墜落。死者は0人[32]。
- 1989年1月8日、ロンドン・ヒースロー空港発ベルファスト国際空港行きのブリティッシュ・ミッドランド航空92便（ボーイング737-400）がイースト・ミッドランズ空港滑走路手前に墜落。乗員乗客126人の内乗客47人が死亡。92便はベルファスト国際空港への飛行中に1番エンジンのファンブレードのアウターパネルが脱落し故障した。この時パイロットは誤って2番エンジンで故障が発生したと思い込み2番エンジンを停止させ、緊急着陸のため最寄りのイースト・ミッドランズ空港へ着陸しようとしたが出力不足で滑走路手前のM1高速道路の東側土手に衝突。その後西側土手斜面に衝突し停止した。なお、M1高速道路の事故現場付近はイギリス国内の高速道路で最も混雑する区間の1つであったが、奇跡的に地上での死者は出なかった。
- 2010年10月29日、2010年貨物機爆破計画でイギリス警察はイースト・ミッドランズ空港に駐機中であったUPS航空232便（ボーイング767貨物機）の貨物室を捜索したが爆弾を見つけることができなかった[33]。同日午後、アラブ首長国連邦ドバイのドバイ国際空港に駐機中のフェデックス・エクスプレス機の機内から爆弾の小包が発見され、イギリス警察は再度UPS機を捜索し爆弾を発見した[34][35]。イエメンから来た2つの小包には爆発威力の大きいペンスリットという爆薬が仕込まれていた。イギリスとアメリカはこの爆弾を飛行中に爆発させ航空機を墜落させようとしたと判断し、アラビア半島のアルカーイダがこの事件の責任を負った[36]。